# Neuer Leuchtturm Wangerooge
Der Neue Leuchtturm Wangerooge ist ein kombinierter Leucht- und Radarturm auf der Insel Wangerooge. Er dient der Seeschifffahrt als See-, Leit- und Warnfeuer bei der Ansteuerung von Außenjade und Außenweser sowie der Verkehrssicherung in diesem Bereich. Das Bauwerk ist der höchste Leuchtturm in Deutschland und gehört zu den höchsten Leuchttürmen der Welt.

## Geschichte
Für den Ausbau des Fahrwassers zu den Wilhelmshavener Häfen wurde es in den 1960ern notwendig, den Alten Leuchtturm von 1856 durch einen Neubau zu ersetzen, dessen Leitfeuer einen Ansteuerungssektor frei von den Ausläufern der Sandbank Wangerooger Plate zeigen konnte.
Im Herbst 1966 wurde an der Nordwestküste der Insel mit dem Bau des Turms begonnen. Nach der Fertigstellung des Rohbaus im September 1967 begann der damals sehr hochentwickelte technische Ausbau der Anlage. Zwei Jahre später, am 7. November 1969, nahm das Leuchtfeuer seinen Betrieb auf.

## Bauwerk und Ausstattung
Der 67,2 m hohe Stahlbetonturm steht auf 24 Gründungspfählen und einem unterirdischen Sockelgeschoss. Als Auskragung befindet sich in etwa 25 m Höhe das so genannte Betriebsgeschoss mit dem Leit- und Warnfeuer. Die ursprüngliche Fassade aus roten und weißen Keramikfliesen wurde 1982 durch eine Verkleidung aus Aluminium ersetzt.
Das vollautomatische Leuchtfeuer wird vom Wasserstraßen- und Schifffahrtsamt Wilhelmshaven unterhalten und überwacht. Es ist an das öffentliche Stromnetz angeschlossen und kann im Notfall von einem eigenen Dieselgenerator versorgt werden. Die Ausstattung des Bauwerks umfasst:
- Das Seefeuer, ein Rundumfeuer für die Orientierung in der südlichen Deutschen Bucht.
- Das Leitfeuer, ein Sektorenfeuer für die Ansteuerung der Außenjade.
- Das Warnfeuer, ein Sektorenfeuer für die Bezeichnung der Buhne H im Harle-Seegatt.
- 1979 erhielt der Turm eine Radaranlage auf dem Betriebsgeschoss. Das Bild wird über eine Richtfunkstrecke zur Verkehrszentrale Wilhelmshaven  übertragen. Die Anlage bildet mit den Radartürmen Minsener Oog, Hooksielplate und Tossens die Radarkette Jade.
- Seit 1982 ist auf der Turmspitze eine UKW-Funkpeilantenne installiert.
- In den ersten Jahren wurde auf der Station auch ein Seefunkfeuer betrieben.

## Philatelistisches
In philatelistischer Würdigung des Turms gab die Deutsche Post AG mit Ausgabetag 7. Juni 2018 ein Postwertzeichen im Wert von 70 Eurocent heraus. Die deutsche Sonderpostwertzeichenserie Leuchttürme (Mi.-Nr. 3392) erscheint seit 2004. Der Entwurf dieser Marke der Briefmarkenserie Leuchttürme stammt, wie alle bisherigen Briefmarken der Serie, vom Grafiker Johannes Graf aus Dortmund nach fotografischer Vorlage vom Wissenschaftsfotograf Reinhard Scheiblich aus Norderstedt. Die Ausgabe erfolgte in einer Auflage von 4.263.000 Stück.